# Mister Chocolat
Mister Chocolat (Chocolat) è un film drammatico francese del 2016 diretto da Roschdy Zem. È un adattamento cinematografico delle biografie dei clown Rafael Padilla e George Foottit, attivi durante la Belle époque parigina

## Trama
Nel 1897, un uomo di colore di nome Kananga (Rafael Padilla) recita un piccolo ruolo di cannibale nel modesto circo Delvaux. Il clown bianco George Foottit, che ha ricevuto l'ordine dal direttore del circo di rinnovare la sua esibizione, matura l'idea di collaborare con Kananga in un duetto che rappresenta un clown bianco autoritario e la sua vittima, un clown nero che prende il nome di "Chocolat", Cioccolato. Il duo comico viene accolto molto bene dal pubblico e il circo Delvaux comincia ad avere successo. La fama del circo si diffonde in tutta la Francia al punto che Joseph Oller, direttore del Nuovo Circo, convince Foottit e Chocolat a esibirsi nel suo circo. Il successo a Parigi è immediato, e Chocolat diventa il primo artista nero della scena francese. Esaltato dai guadagni si lascia andare al gioco e alle donne.
Alcuni pubblicitari come Félix Potin decidono di utilizzare l'immagine di Chocolat per i manifesti pubblicitari dei loro prodotti mostrandolo con il muso di una scimmia. Chocolat, fino a quel momento maltrattato umoristicamente dal suo compagno di scena, non si era offeso per i calci, gli schiaffi e le umiliazioni subite, ma queste pubblicità lo feriscono e, poco a poco, si oppone al dominio di un clown bianco e desidera avere un vero nome, quello della sua giovinezza da schiavo, Rafael Padilla, per diventare finalmente autonomo. Mano a mano che impara a leggere si appassiona a Shakespeare e si vede già proiettato nel ruolo di Otello, personaggio di colore fino a quel momento interpretato in Francia da attori bianchi truccati di nero.

## Riconoscimenti
- Premi César 2017
  - Migliore attore non protagonista a James Thierrée
  - Migliore scenografia
  - Candidatura Migliore attore a Omar Sy
  - Candidatura Migliore musica
  - Candidatura Miglior sonoro
- Premio Lumière 2017
  - Candidatura Miglior attore a Omar Sy e James Thierrée
- Globe de cristal 2017
  - Miglior film
  - Miglior attore a Omar Sy